# Angelonieae
Angelonieae je biljni tribus iz porodice trpučevki (Plantaginaceae, dio potporodice Gratioloideae), 

## Povijest
Ova tribus potječe iz najgornjeg eocena, otprilike otprije 35 (26-47) milijuna godina, a karakterizira ga što se ove vrste oprašuju putem “uljanih pčela”, način koji datira još otprije 75 milijuna godina. Otkriveno je da Angelonieae imaju dvije glavne klade, Angelonia (uključujući Monoperu) i Basistemon, te Monttea, Melosperma i Ourisia. Širenje u Australaziju datira iz miocena/pliocena.

## Rodovi
1. Angelonia Bonpl. (28 spp.)
2. Anamaria V.C.Souza (1 sp.)
3. Monttea Gay (3 spp.)
4. Melosperma Benth. (2 spp.)
5. Basistemon Turcz. (8 spp.)
6. Ourisia Comm. ex Juss. (30 spp.)